# 51659 Robohachi
51659 Robohachi è un asteroide della fascia principale. Scoperto nel 2001, presenta un'orbita caratterizzata da un semiasse maggiore pari a 2,4031945 au e da un'eccentricità di 0,1488247, inclinata di 8,23392° rispetto all'eclittica.